# Pombalia calceolaria
Pombalia calceolaria (L.) Paula-Souza – gatunek roślin z rodziny fiołkowatych (Violaceae). Występuje naturalnie w Meksyku, Belize, Kostaryce, Kolumbii, Wenezueli, Trynidadzie i Tobago, Gujanie, Surinamie, Gujanie Francuskiej, Boliwii, Brazylii (w stanach Amazonas, Amapá, Pará, Roraima, Tocantins, Alagoas, Bahia, Ceará, Maranhão, Paraíba, Pernambuco, Piauí, Rio Grande do Norte, Sergipe, Mato Grosso do Sul, Mato Grosso, Espírito Santo, Minas Gerais, Rio de Janeiro i São Paulo oraz w Dystrykcie Federalnym), Paragwaju oraz północnej Argentynie. 

## Morfologia
PokrójBylina dorastająca do 40 cm wysokości, o owłosionych pędach.
LiścieBlaszka liściowa ma kształt od eliptycznego do lancetowatego. Mierzy 2–4 cm długości, jest piłkowana na brzegu, ma klinową nasadę i ostry lub tępy wierzchołek. Przylistki są od lancetowatych do równowąskich i osiągają 5–10 mm długości. Ogonek liściowy jest owłosiony.
KwiatyPojedyncze, wyrastają z kątów pędów. Mają działki kielicha o lancetowatym kształcie i dorastające do 10 mm długości. Płatki są lancetowate, mają białą barwę oraz 15–25 mm długości.
OwoceTorebki mierzące 9-12 mm długości, o kształcie od kulistego do elipsoidalnego.

## Biologia i ekologia
Rośnie w zaroślach, na sawannach, brzegach cieków wodnych oraz polach uprawnych. Występuje na wysokości do 400 m n.p.m.